# 秋田県立能代北高等学校

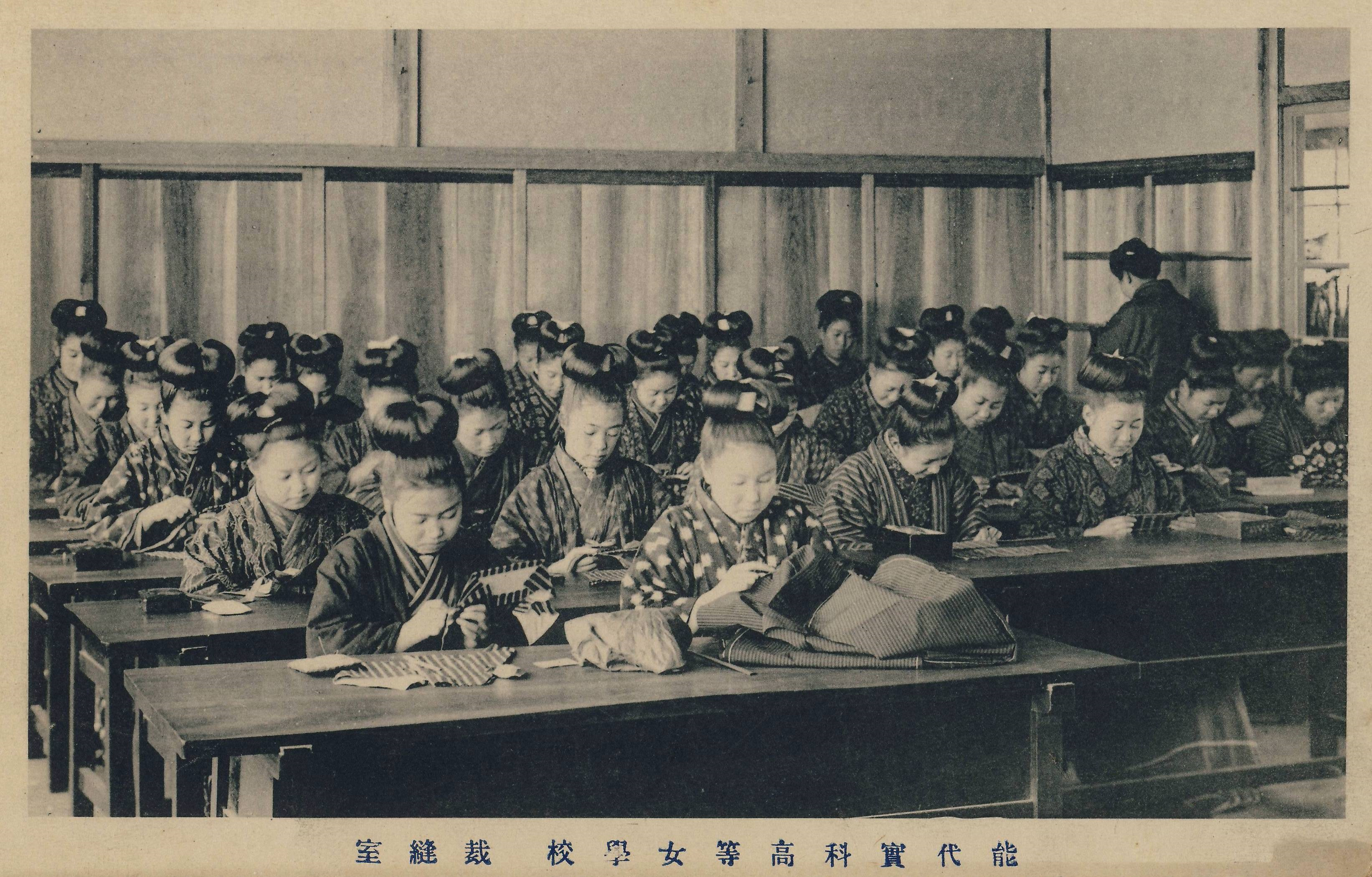
能代実科高等女学校時代の裁縫の授業（1916年）

秋田県立能代北高等学校（あきたけんりつ のしろきたこうとうがっこう）は、かつて秋田県能代市追分町に存在した公立高等学校。能代市立能代商業高等学校との統合で秋田県立能代松陽高等学校の開校に伴い、閉校した。

## 設置学科
- 全日制課程
  - 普通科
  - 英語科

## 概要
女子校で、ソフトテニス部やバスケットボール部が強豪として有名だった。また、英語科を有していた。

## 沿革
- 1914年（大正3年） - 能代港町立能代実科高等女学校として開校。
- 1922年（大正11年） - 新校舎竣工移転により、「能代港町立能代高等女学校」に組織変更。
- 1923年（大正12年） - 秋田県に移管し、「秋田県立能代高等女学校」に改称。
- 1948年（昭和23年） - 学制改革により、「秋田県立能代北高等学校」に改称。定時制課程を開設。
- 1968年（昭和43年） - 新校舎落成式を挙行。
- 1977年（昭和52年） - 家政科の募集を停止。
- 1983年（昭和58年） - 日本海中部地震により校舎が被災。
- 1988年（昭和63年） - 学科再編により、英語科を開設。
- 2013年（平成25年）3月31日 - 新設の秋田県立能代松陽高等学校への統合に伴い、閉校[1]。統合校は、能代市立能代商業高等学校の敷地に新築中の建物を校舎として利用開始した。

## 教育方針

### 学校が目指す生徒像
1. 志を高く掲げ、目標実現を期して意欲をもって努力をする生徒
2. 思いやりの心をもち、美しいものや崇高なものに素直に感動できる生徒
3. 情報を正しく選択し、自らの判断に基づいて責任をもって行動できる生徒
4. 国際的な視野に立って判断し、主体的に実践できる能力をもつ生徒

## 部活動・委員会

### 運動部
- 水泳部、体操部、陸上競技部、ソフトテニス部、バレーボール部、バスケットボール部、バドミントン部、剣道部、柔道部、ソフトボール部、卓球同好会

### 文化部
- 演劇部、書道部、美術部、文芸部、写真部、吹奏楽部、茶道部、英語部、調理部、科学部、マンガアニメ同好会、点字部

### 委員会
- 新聞委員会、放送委員会、応援委員会

## アクセス
- JR五能線・能代駅から徒歩で5分

## 出身者
- 渡辺喜恵子 - 小説家、直木賞受賞
- 児玉理恵 - アナウンサー